# Autogneta kaisilai
Autogneta kaisilai är en kvalsterart som beskrevs av Karppinen 1967. Autogneta kaisilai ingår i släktet Autogneta och familjen Autognetidae. Inga underarter finns listade.